# Hawkesbury, Ontario
Hawkesbury är en ort i Kanada.   Den ligger i provinsen Ontario, i den sydöstra delen av landet, 90 km öster om huvudstaden Ottawa. Hawkesbury ligger 53 meter över havet och antalet invånare är 12 283.
Terrängen runt Hawkesbury är platt åt sydost, men åt nordväst är den kuperad.Hawkesbury är det största samhället i trakten. 
Omgivningarna runt Hawkesbury är en mosaik av jordbruksmark och naturlig växtlighet. Runt Hawkesbury är det glesbefolkat, med 16 invånare per kvadratkilometer.